# 卓府
卓府，位于中国广东省潮州市湘桥区金山街道中山路社区中山路22号，原为清代潮州总兵卓兴的府第，为潮州市的一个全国重点文物保护单位，类型为古建筑，公布时间为2013年3月5日。
卓府的历史年代为清代同治年间。